# Nie genug (Lied)
Nie genug ist ein Lied der österreichischen Sängerin Christina Stürmer aus dem Jahr 2006.

## Entstehung und Veröffentlichung
Geschrieben wurde das Lied gemeinsam von Thorsten Brötzmann, Alexander Geringas und Ivo Moring. Brötzmann zeichnete darüber hinaus auch für die Produktion verantwortlich.
Die Erstveröffentlichung von Nie genug erfolgte als Single am 28. April 2006 bei Polydor. Diese erschien als CD-Maxi-Single mit der Radioversion und einem Instrumental sowie das Lied Bist du bei mir, eine Liveversion zu Kind des Universums sowie das Musikvideo zu Nie genug als B-Seiten (Katalognummer: 06024 985518 9). Am 18. August desselben Jahres erschien eine weitere CD-Maxi-Single mit vier verschiedenen Versionen zu Nie genug und dem Titel An Sommertagen (Katalognummer: 06024 984192 5). Am 15. September 2006 erschien das Lied als Teil von Stürmers dritten Studioalbum Lebe lauter (Katalognummer: 06025 170554 7), dessen erste Singleauskopplung es ist.

## Inhalt
„Ich kriege nie genug vom Leben.

Ich kriege nie genug, da geht noch mehr.

Ich will alles auf einmal und nichts nur so halb.

Nicht nur warten bis etwas passiert.

Ich kriege nie genug vom Leben.

Ich kriege nie genug, bist du dabei?

Ich will alles riskieren, will gewinnen, nicht verlieren.

Immer mehr, immer mehr, immer mehr.“

## Musikvideo
Regie beim dazugehörigen Musikvideo fürte Marcus Sternberg. Dieses zählte bis Oktober 2024 über 1,4 Millionen Aufrufe auf der Videoplattform YouTube.

## Chartplatzierungen
| ChartsChartplatzierungen | Höchstplatzierung | Wochen |
| ------------------------ | ----------------- | ------ |
| Deutschland (GfK)        | 15 (16 Wo.)       | 16     |
| Österreich (Ö3)          | 1 (26 Wo.)        | 26     |
| Schweiz (IFPI)           | 35 (20 Wo.)       | 20     |

| ChartsJahrescharts (2006) | Platzierung |
| ------------------------- | ----------- |
| Deutschland (GfK)         | 81          |
| Österreich (Ö3)           | 5           |